# Левиков Микола Іванович
Микола Іванович Левиков (8 березня 1894, Сентово, Херсонська губернія — 31 грудня 1937, Харків) — учасник встановлення радянської влади в Україні, а потім діяч освіти. З серпня по жовтень 1937 року очолював Харківський юридичний інститут. У грудні 1937 року був звинувачений у членстві в антирадянській організації та заарештований, потім засуджений до розстрілу. Був реабілітований у другій половині 1950-х років.

## Біографія
Микола Левиков народився 8 березня 1894 року в селі Сентове Олександрійського повіту Херсонської губернії (нині — Україна). Його батьки були селянами-бідняками. Низьке соціальне походження та дитинство, проведене у важких матеріальних умовах, вплинули на погляди Миколи. У 1917 році він вступив до РСДРП(б) (з 1918 року - РКП(б), з 1925 року - ВКП(б)), членом якої залишався аж до 1937.
Левиков взяв участь у громадянській війні в Україні на боці більшовиків. У період з 1918 по 1919 рік він був військовим комісаром одного з кавалерійських полків РСЧА, воював проти німецьких інтервентів та регулярної армії Української Народної Республіки. У 1919 році отримав поранення під час боїв під Києвом. Дослідник О. В. Крючко назвав Левикова «героєм громадянської війни». Після війни Микола Іванович здобув вищу освіту в області педагогіки та почав працювати у сільській місцевості, здійснюючи програму лікнепу. З 1933 по 1935 очолював політвідділ Житомирської машинно-тракторної станції.
У 1934 році Микола Левиков почав працювати у Всеукраїнському інституті радянського будівництва та права (з 1935 року — Харківський). Протягом усього періоду роботи у цьому закладі він читав курс лекцій за предметом «Історія класової боротьби». В 1936 Левиков був призначений заступником директора закладу з навчальної частини. 1 липня 1937 року Харківський інститут радянського будівництва та права був перейменований на Харківський юридичний інститут, а 23 липня його директора Сергія Канарського заарештували. У серпні того ж року на посаду, що звільнилася, був призначений Левиков.
У жовтні 1937 року Микола Левиков був звинувачений в тому, що перебуває в антирадянській організації (за різними даними «троцькістської терористичної»  або «шкідницької»), і 23 жовтня заарештований. Під час слідства Левиков зізнався, що для того, щоб «викликати у студентів невдоволення» він не забезпечив їхньою навчальною літературою та навчально-методичними посібниками, включав у програму навчання предмети, які були зайвими для навчання юристів, не забезпечив 240 студентів місцем у гуртожитку. Дослідник Юрій Шемшученко піддав сумніву правдивість цих свідчень. При цьому він зазначав, що навіть якщо ці свідчення були правдивими, то в таких діях Левикова не вбачається склад кримінального злочину. Його справа розглядалася Військовою колегією Верховного суду СРСР, яка 30 грудня 1937 засудила його до розстрілу з конфіскацією майна. Наступного дня Левикова розстріляли в Харкові. Був реабілітований 19 квітня 1958  (за іншими даними в 1957).

## Сім'я
Був одружений, мав троє дітей. Дружина Левикова померла у 1937 році. Ю. С. Шемшученко пов'язував її смерть із кримінальним переслідуванням чоловіка.